# Gobovce
Gobovce este o localitate din comuna Podnart, Slovenia, cu o populație de 50 de locuitori.